# Ommatidiotus concinnus
Ommatidiotus concinnus är en insektsart som beskrevs av Géza Horváth 1905. Ommatidiotus concinnus ingår i släktet Ommatidiotus och familjen Caliscelidae. Inga underarter finns listade i Catalogue of Life.